# الحيفة (النادرة)

تعديل مصدري - تعديل

الحيفة هي إحدى قرى عزلة الزمازمة بمديرية النادرة التابعة لمحافظة إب، بلغ تعداد سكانها 422 نسمة حسب تعداد اليمن لعام 2004.